# Élections cantonales de 1998 en Ille-et-Vilaine
Les élections cantonales de 1998 ont eu lieu les 15 et 22 mars 1998.
Le premier tour se déroule en même temps que les élections régionales.

## Contexte départemental

### Assemblée départementale sortante
Avant les élections, le conseil général d'Ille-et-Vilaine est présidé par l'UDF Pierre Méhaignerie.
Il comprend 53 conseillers généraux issus des 53 cantons d'Ille-et-Vilaine, 27 d'entre eux sont renouvelables lors de ces élections.
| Parti                            | Sigle | Élus |
| -------------------------------- | ----- | ---- |
| Majorité (37 sièges)             |       |      |
| Centre des démocrates sociaux    | CDS   | 16   |
| Divers droite                    | DVD   | 9    |
| Rassemblement pour la République | RPR   | 8    |
| Parti républicain                | PR    | 3    |
| Perspectives et réalités         | P&R   | 1    |
| Opposition (16 sièges)           |       |      |
| Parti socialiste                 | PS    | 13   |
| Divers gauche                    | DVG   | 2    |
| Parti radical de gauche          | PRG   | 1    |
| Président du conseil général     |       |      |
| Pierre Méhaignerie (CDS)         |       |      |

## Résultats à l'échelle du département
| Étiquette      | Étiquette                          | Premier tour | Premier tour | Second tour | Second tour | Sièges |
| Étiquette      | Étiquette                          | Voix         | %            | Voix        | %           | Sièges |
| -------------- | ---------------------------------- | ------------ | ------------ | ----------- | ----------- | ------ |
|                | Parti socialiste                   | 44 267       | 27,47        | 44 378      | 36,81       | 11     |
|                | Divers gauche                      | 8 723        | 5,41         | 10 616      | 8,81        | 3      |
|                | Les Verts                          | 8 322        | 5,16         | 1 748       | 1,45        | 0      |
|                | Parti communiste français          | 6 880        | 4,27         |             |             |        |
|                | Extrême gauche                     | 1 997        | 1,24         | 2 108       | 1,75        | 0      |
|                | Parti radical de gauche            | 1 229        | 0,76         |             |             |        |
| Gauche         | Gauche                             | 71 418       | 44,31        | 58 850      | 48,82       | 14     |
|                |                                    |              |              |             |             |        |
|                | Union pour la démocratie française | 36 750       | 22,80        | 29 990      | 24,88       | 7      |
|                | Divers droite                      | 29 576       | 18,35        | 25 317      | 21,00       | 5      |
|                | Front national                     | 10 532       | 6,53         |             |             |        |
|                | Rassemblement pour la République   | 7 098        | 4,40         | 5 429       | 4,50        | 1      |
|                | Génération écologie                | 1 366        | 0,85         | 966         | 0,80        | 0      |
|                | Extrême droite                     | 1 197        | 0,74         |             |             |        |
| Droite         | Droite                             | 86 519       | 53,67        | 61 702      | 51,18       | 13     |
|                |                                    |              |              |             |             |        |
|                | Divers                             | 3 226        | 2,00         |             |             |        |
|                |                                    |              |              |             |             |        |
| Inscrits       | Inscrits                           | 289 517      | 100,00       | 233 439     | 100,00      |        |
| Abstention     | Abstention                         | 120 646      | 41,67        | 107 548     | 46,07       |        |
| Votants        | Votants                            | 168 871      | 58,33        | 125 891     | 53,93       |        |
| Blancs et nuls | Blancs et nuls                     | 7 708        | 4,56         | 5 339       | 4,24        |        |
| Exprimés       | Exprimés                           | 161 163      | 95,44        | 120 552     | 95,76       |        |

Jacques Dehergne (DVD) s'est présenté dans tous les cantons, utilisant une possibilité supprimée après ces élections.

### Résultats en nombre de sièges
| Parti | Sièges mis en jeu | Élus | Évolution |
| ----- | ----------------- | ---- | --------- |
| PS    | 2                 | 13   | +11       |
| PRG   | 0                 | 1    | +1        |
| DVD   | 7                 | 5    | -2        |
| UDF   | 14                | 7    | -7        |
| RPR   | 4                 | 1    | -3        |

### Assemblée départementale à l'issue des élections
| Parti                              | Sigle | Élus |
| ---------------------------------- | ----- | ---- |
| Majorité (27 sièges)               |       |      |
| Union pour la démocratie française | UDF   | 10   |
| Rassemblement pour la République   | RPR   | 9    |
| Divers droite                      | DVD   | 6    |
| Divers gauche                      | DVG   | 2    |
| Opposition (26 sièges)             |       |      |
| Parti socialiste                   | PS    | 24   |
| Parti radical de gauche            | PRG   | 2    |
| Président du conseil général       |       |      |
| Pierre Méhaignerie (UDF)           |       |      |

## Résultats par canton

### Canton de Bain-de-Bretagne
| Candidats  | Candidats           | Étiquette  | Premier tour | Premier tour | Second tour | Second tour |
| Candidats  | Candidats           | Étiquette  | Voix         | %            | Voix        | %           |
| ---------- | ------------------- | ---------- | ------------ | ------------ | ----------- | ----------- |
|            | Georges Magnant *   | UDF        | 2 646        | 45,99        | 2 736       | 52,20       |
|            | Armel Renault       | App.PS     | 1 176        | 20,44        | 2 505       | 47,80       |
|            | Philippe Goarnisson | Verts      | 1 022        | 17,77        |             |             |
|            | Claude Jouault      | FN         | 593          | 10,31        |             |             |
|            | Jeannette Louis     | PCF        | 246          | 4,28         |             |             |
|            | Jacques Dehergne    | DVD        | 70           | 1,22         |             |             |
|            |                     |            |              |              |             |             |
| Inscrits   | Inscrits            | Inscrits   | 11 183       | 100,00       | 11 183      | 100,00      |
| Abstention | Abstention          | Abstention | 5 011        | 44,81        | 5 577       | 49,87       |
| Votants    | Votants             | Votants    | 6 172        | 55,19        | 5 606       | 50,13       |
| Exprimés   | Exprimés            | Exprimés   | 5 753        | 93,21        | 93,49       | 46,87       |

*sortant

### Canton de Bécherel
| Candidats  | Candidats            | Étiquette  | Premier tour | Premier tour |
| Candidats  | Candidats            | Étiquette  | Voix         | %            |
| ---------- | -------------------- | ---------- | ------------ | ------------ |
|            | Marie-Hélène Daucé * | UDF        | 2 183        | 55,79        |
|            | Jean-Yves Bazin      | PS         | 1 268        | 32,41        |
|            | Marcel Colin         | FN         | 196          | 5,01         |
|            | Jacques Ars          | RUT-TEAG   | 133          | 3,40         |
|            | Alfred Legros        | PCF        | 98           | 2,51         |
|            | Jacques Dehergne     | DVD        | 35           | 0,89         |
|            |                      |            |              |              |
| Inscrits   | Inscrits             | Inscrits   | 6 175        | 100,00       |
| Abstention | Abstention           | Abstention | 2 047        | 33,15        |
| Votants    | Votants              | Votants    | 4 128        | 66,85        |
| Exprimés   | Exprimés             | Exprimés   | 3 913        | 94,79        |

*sortant

### Canton de Bruz
| Candidat   | Candidat         | Étiquette  | Premier tour | Premier tour | Second tour | Second tour |
| Candidat   | Candidat         | Étiquette  | Voix         | %            | Voix        | %           |
| ---------- | ---------------- | ---------- | ------------ | ------------ | ----------- | ----------- |
|            | Robert Barré *   | UDF        | 5 660        | 42,97        | 6 349       | 51,00       |
|            | Philippe Bonnin  | PS         | 4 712        | 35,77        | 6 101       | 49,00       |
|            | Yannick Cairon   | Verts      | 1 003        | 7,61         |             |             |
|            | André Mura       | FN         | 675          | 5,12         |             |             |
|            | André Rouxel     | PCF        | 612          | 4,65         |             |             |
|            | Alain Cédelle    | UDB        | 446          | 3,39         |             |             |
|            | Jacques Dehergne | DVD        | 65           | 0,49         |             |             |
|            |                  |            |              |              |             |             |
| Inscrits   | Inscrits         | Inscrits   | 23 349       | 100,00       | 23 349      | 100,00      |
| Abstention | Abstention       | Abstention | 9 671        | 41,42        | 10 396      | 44,52       |
| Votants    | Votants          | Votants    | 13 678       | 58,58        | 12 953      | 55,48       |
| Exprimés   | Exprimés         | Exprimés   | 13 173       | 96,31        | 12 450      | 96,12       |

### Canton de Cancale
Jean Raquidel RPR, élu depuis 1985 ne se représente pas.
| Candidat   | Candidat          | Étiquette  | Premier tour | Premier tour | Second tour | Second tour |
| Candidat   | Candidat          | Étiquette  | Voix         | %            | Voix        | %           |
| ---------- | ----------------- | ---------- | ------------ | ------------ | ----------- | ----------- |
|            | Maurice Jannin    | App.PS     | 1 524        | 23,02        | 3 038       | 50,69       |
|            | Jean Mainguené    | DVD        | 1 233        | 18,63        | 2 955       | 49,31       |
|            | Frédéric Derrien  | RPR (*)    | 967          | 14,61        |             |             |
|            | Joseph Pichot     | DVD        | 863          | 13,04        |             |             |
|            | Danielle Mével    | DVD        | 633          | 9,56         |             |             |
|            | Danielle Mével    | DVD        | 616          | 9,31         |             |             |
|            | Jean-Michel Simon | FN         | 531          | 8,02         |             |             |
|            | Alain Bardou      | PCF        | 241          | 3,64         |             |             |
|            | Jacques Dehergne  | DVD        | 12           | 0,18         |             |             |
|            |                   |            |              |              |             |             |
| Inscrits   | Inscrits          | Inscrits   | 10 845       | 100,00       | 10 845      | 100,00      |
| Abstention | Abstention        | Abstention | 3 900        | 35,96        | 4 490       | 41,40       |
| Votants    | Votants           | Votants    | 6 945        | 64,04        | 6 355       | 58,60       |
| Exprimés   | Exprimés          | Exprimés   | 6 620        | 95,32        | 5 993       | 94,30       |

### Canton de Cesson-Sévigné
| Candidat   | Candidat           | Étiquette  | Premier tour | Premier tour | Second tour | Second tour |
| Candidat   | Candidat           | Étiquette  | Voix         | %            | Voix        | %           |
| ---------- | ------------------ | ---------- | ------------ | ------------ | ----------- | ----------- |
|            | Roger Belliard*    | DVD        | 3 770        | 44,97        | 4 150       | 47,96       |
|            | Guy Jouhier        | PS         | 3 483        | 41,54        | 4 504       | 52,04       |
|            | Nicole Lavignac    | Verts      | 556          | 6,63         |             |             |
|            | Jean-Marie Lebrand | FN         | 343          | 4,09         |             |             |
|            | Jean-Marc Leriche  | PCF        | 210          | 2,51         |             |             |
|            | Jacques Dehergne   | DVD        | 22           | 0,26         |             |             |
|            |                    |            |              |              |             |             |
| Inscrits   | Inscrits           | Inscrits   | 14 411       | 100,00       | 14 411      | 100,00      |
| Abstention | Abstention         | Abstention | 5 744        | 39,86        | 5 531       | 38,38       |
| Votants    | Votants            | Votants    | 8 667        | 60,14        | 8 880       | 61,62       |
| Exprimés   | Exprimés           | Exprimés   | 8 384        | 96,73        | 8 654       | 97,45       |

*sortant

### Canton de Châteaubourg
Paul Lemoine, sortant DVD élu depuis 1992 ne se représente pas.
| Candidat   | Candidat              | Étiquette  | Premier tour | Premier tour | Second tour | Second tour |
| Candidat   | Candidat              | Étiquette  | Voix         | %            | Voix        | %           |
| ---------- | --------------------- | ---------- | ------------ | ------------ | ----------- | ----------- |
|            | Jacques Bobille       | DVD        | 1 487        | 35,68        | 2 338       | 65,71       |
|            | Jean-Charles Bougerie | DVD        | 1 157        | 27,76        | 1 220       | 34,29       |
|            | Jean-Pierre Guéguen   | PS         | 689          | 16,53        |             |             |
|            | Francis Touchais      | DVD        | 354          | 8,49         |             |             |
|            | Geneviève Magne       | FN         | 253          | 6,07         |             |             |
|            | Jean Le Duff          | PCF        | 218          | 5,23         |             |             |
|            | Jacques Dehergne      | DVD        | 10           | 0,24         |             |             |
|            |                       |            |              |              |             |             |
| Inscrits   | Inscrits              | Inscrits   | 7 399        | 100,00       | 7 399       | 100,00      |
| Abstention | Abstention            | Abstention | 3 008        | 40,65        | 3 541       | 47,86       |
| Votants    | Votants               | Votants    | 4 391        | 59,35        | 3 858       | 52,14       |
| Exprimés   | Exprimés              | Exprimés   | 4 168        | 94,92        | 3 558       | 92,22       |

### Canton de Combourg
André Belliard, sortant RPR depuis 1967 ne se représente pas.
| Candidat   | Candidat              | Étiquette  | Premier tour | Premier tour | Second tour | Second tour |
| Candidat   | Candidat              | Étiquette  | Voix         | %            | Voix        | %           |
| ---------- | --------------------- | ---------- | ------------ | ------------ | ----------- | ----------- |
|            | Guy Aubry             | DVD        | 2 352        | 41,36        | 2 878       | 48,88       |
|            | Marie-Thérèse Sauvée  | PS         | 2 349        | 41,30        | 3 010       | 51,12       |
|            | Françoise Pivert-More | FN         | 346          | 6,09         |             |             |
|            | Patrick Leresteux     | Verts      | 317          | 5,57         |             |             |
|            | Jacques Phelippeau    | DVD        | 163          | 2,87         |             |             |
|            | Jean-Claude Martin    | PCF        | 134          | 2,36         |             |             |
|            | Jacques Dehergne      | DVD        | 26           | 0,46         |             |             |
|            |                       |            |              |              |             |             |
| Inscrits   | Inscrits              | Inscrits   | 8 892        | 100,00       | 8 892       | 100,00      |
| Abstention | Abstention            | Abstention | 2 867        | 32,24        | 2 755       | 30,98       |
| Votants    | Votants               | Votants    | 6 025        | 67,76        | 6 137       | 69,02       |
| Exprimés   | Exprimés              | Exprimés   | 5 687        | 94,39        | 5 888       | 95,94       |

### Canton de Fougères-Sud
| Candidats  | Candidats         | Étiquette  | Premier tour | Premier tour |
| Candidats  | Candidats         | Étiquette  | Voix         | %            |
| ---------- | ----------------- | ---------- | ------------ | ------------ |
|            | Philippe Nogrix * | UDF        | 3 950        | 58,44        |
|            | Philippe Lerasle  | PS         | 1 695        | 25,08        |
|            | Françoise Payen   | PCF        | 524          | 7,75         |
|            | Guy Aline         | FN         | 467          | 6,91         |
|            | Jacques Dehergne  | DVD        | 118          | 1,75         |
|            | Jean-Noël Simon   | DVG        | 5            | 0,07         |
|            |                   |            |              |              |
| Inscrits   | Inscrits          | Inscrits   | 13 131       | 100,00       |
| Abstention | Abstention        | Abstention | 5 817        | 44,30        |
| Votants    | Votants           | Votants    | 7 314        | 55,70        |
| Exprimés   | Exprimés          | Exprimés   | 6 759        | 92,41        |

*sortant

### Canton de Grand-Fougeray
| Candidats  | Candidats        | Étiquette  | Premier tour | Premier tour |
| Candidats  | Candidats        | Étiquette  | Voix         | %            |
| ---------- | ---------------- | ---------- | ------------ | ------------ |
|            | Joseph Tripon *  | DVD        | 1 569        | 80,17        |
|            | Monique Pressat  | PS         | 210          | 10,73        |
|            | Gilles Gnavanova | FN         | 132          | 6,75         |
|            | Gilles Moussault | PCF        | 35           | 1,79         |
|            | Jacques Dehergne | DVD        | 11           | 0,56         |
|            |                  |            |              |              |
| Inscrits   | Inscrits         | Inscrits   | 3 268        | 100,00       |
| Abstention | Abstention       | Abstention | 1 229        | 37,61        |
| Votants    | Votants          | Votants    | 2 039        | 62,39        |
| Exprimés   | Exprimés         | Exprimés   | 1 957        | 95,98        |

*sortant

### Canton de Hédé
| Candidats  | Candidats             | Étiquette  | Premier tour | Premier tour |
| Candidats  | Candidats             | Étiquette  | Voix         | %            |
| ---------- | --------------------- | ---------- | ------------ | ------------ |
|            | Jean-Louis Tourenne * | PS         | 2 634        | 56,26        |
|            | Christine Belan       | RPR        | 1 023        | 21,85        |
|            | Daniel Cueff          | Verts      | 280          | 5,98         |
|            | Jean-Jacques Gerber   | DVD        | 280          | 5,98         |
|            | Christian Barbier     | FN         | 189          | 4,04         |
|            | Xavier Taheulle       | RUT-TEAG   | 181          | 3,87         |
|            | André Abrial          | PCF        | 79           | 1,69         |
|            | Jacques Dehergne      | DVD        | 16           | 0,34         |
|            |                       |            |              |              |
| Inscrits   | Inscrits              | Inscrits   | 7 425        | 100,00       |
| Abstention | Abstention            | Abstention | 2 586        | 34,83        |
| Votants    | Votants               | Votants    | 4 839        | 65,17        |
| Exprimés   | Exprimés              | Exprimés   | 4 682        | 96,76        |

*sortant

### Canton de Liffré
Francis Havard UDF, élu depuis 1992 ne se représente pas.
| Candidat   | Candidat         | Étiquette  | Premier tour | Premier tour | Second tour | Second tour |
| Candidat   | Candidat         | Étiquette  | Voix         | %            | Voix        | %           |
| ---------- | ---------------- | ---------- | ------------ | ------------ | ----------- | ----------- |
|            | Clément Théaudin | PS         | 3 926        | 46,13        | 4 501       | 56,03       |
|            | Éric Moisan      | UDF (*)    | 2 845        | 33,43        | 3 532       | 43,97       |
|            | Jean Morvan      | GÉ         | 803          | 9,44         |             |             |
|            | Yannick Maric    | FN         | 492          | 5,78         |             |             |
|            | Michel Lize      | PCF        | 376          | 4,42         |             |             |
|            | Jacques Dehergne | DVD        | 69           | 0,81         |             |             |
|            |                  |            |              |              |             |             |
| Inscrits   | Inscrits         | Inscrits   | 14 678       | 100,00       | 14 678      | 100,00      |
| Abstention | Abstention       | Abstention | 5 752        | 39,19        | 6 273       | 42,74       |
| Votants    | Votants          | Votants    | 8 926        | 60,81        | 8 405       | 57,26       |
| Exprimés   | Exprimés         | Exprimés   | 8 511        | 95,35        | 8 033       | 95,57       |

### Canton de Louvigné-du-Désert
Olivier Ménard UDF, élu depuis 1985 ne se représente pas.
| Candidat   | Candidat              | Étiquette  | Premier tour | Premier tour | Second tour | Second tour |
| Candidat   | Candidat              | Étiquette  | Voix         | %            | Voix        | %           |
| ---------- | --------------------- | ---------- | ------------ | ------------ | ----------- | ----------- |
|            | Marie-Françoise Jacq  | UDF (*)    | 1 865        | 39,07        | 2 522       | 51,71       |
|            | Claude Duval          | DVD        | 1 725        | 36,13        | 2 355       | 48,29       |
|            | Pierre-Yves Guéna     | RPR        | 783          | 16,40        |             |             |
|            | Vincent Le Berre      | PS         | 173          | 3,62         |             |             |
|            | Yves Geoffroy         | FN         | 148          | 3,10         |             |             |
|            | Jean-Pierre Le Honsec | PCF        | 54           | 1,13         |             |             |
|            | Jacques Dehergne      | DVD        | 26           | 0,55         |             |             |
|            |                       |            |              |              |             |             |
| Inscrits   | Inscrits              | Inscrits   | 7 031        | 100,00       | 7 031       | 100,00      |
| Abstention | Abstention            | Abstention | 2 072        | 29,47        | 1 946       | 27,68       |
| Votants    | Votants               | Votants    | 4 959        | 76,39        | 5 085       | 72,32       |
| Exprimés   | Exprimés              | Exprimés   | 4 774        | 96,27 %      | 4 877       | 95,91       |

### Canton de Pipriac
Gaël de Poulpiquet du Halgouët App.RPR, élu  depuis 1971 est décédé en 1995. Alain-François Lesacher UDF lui a succédé lors d'une élection partielle.
| Candidats  | Candidats                 | Étiquette  | Premier tour | Premier tour |
| Candidats  | Candidats                 | Étiquette  | Voix         | %            |
| ---------- | ------------------------- | ---------- | ------------ | ------------ |
|            | Alain-François Lesacher * | UDF        | 2 933        | 61,23        |
|            | Jean-Claude Chotard       | PS         | 1 010        | 21,09        |
|            | Hubert Langlois           | FN         | 401          | 8,37         |
|            | Jean Mauvoisin            | Verts      | 258          | 5,39         |
|            | Marc Leborgne             | PCF        | 141          | 2,94         |
|            | Jacques Dehergne          | DVD        | 47           | 0,98         |
|            |                           |            |              |              |
| Inscrits   | Inscrits                  | Inscrits   | 8 954        | 100,00       |
| Abstention | Abstention                | Abstention | 3 917        | 43,75        |
| Votants    | Votants                   | Votants    | 5 037        | 56,25        |
| Exprimés   | Exprimés                  | Exprimés   | 4 790        | 95,10        |

*sortant

### Canton de Pleine-Fougères
Maurice Fantou App.UDF, élu depuis 1979 ne se représente pas.
| Candidat   | Candidat                     | Étiquette  | Premier tour | Premier tour | Second tour | Second tour |
| Candidat   | Candidat                     | Étiquette  | Voix         | %            | Voix        | %           |
| ---------- | ---------------------------- | ---------- | ------------ | ------------ | ----------- | ----------- |
|            | Louis Thébault               | DVD        | 1 470        | 34,29        | 2 084       | 49,64       |
|            | Christian Couet              | PRG        | 1 267        | 29,56        | 2 114       | 50,36       |
|            | Jean-Louis Helleux           | PS         | 1 027        | 23,96        | Retrait     | Retrait     |
|            | Françoise Lancelot           | PCF        | 194          | 4,53         |             |             |
|            | Jacques Doré                 | FN         | 191          | 4,46         |             |             |
|            | Adrien Marulier Grand Mesnil | DVG        | 124          | 2,89         |             |             |
|            | Jacques Dehergne             | DVD        | 14           | 0,33         |             |             |
|            |                              |            |              |              |             |             |
| Inscrits   | Inscrits                     | Inscrits   | 6 024        | 100,00       | 6 024       | 100,00      |
| Abstention | Abstention                   | Abstention | 1 562        | 25,93        | 1 598       | 26,53       |
| Votants    | Votants                      | Votants    | 4 462        | 74,03        | 4 426       | 73,47       |
| Exprimés   | Exprimés                     | Exprimés   | 4 287        | 96,08        | 4 198       | 94,85       |

### Canton de Plélan-le-Grand
| Candidat   | Candidat                  | Étiquette  | Premier tour | Premier tour | Second tour | Second tour |
| Candidat   | Candidat                  | Étiquette  | Voix         | %            | Voix        | %           |
| ---------- | ------------------------- | ---------- | ------------ | ------------ | ----------- | ----------- |
|            | Marie-Joseph Bissonnier * | DVD        | 2 516        | 45,15        | 2 860       | 57,57       |
|            | Françoise Guillot         | Alt        | 1 467        | 26,32        | 2 108       | 42,43       |
|            | Laurent Peyregne          | Cent.G     | 752          | 13,49        |             |             |
|            | Christian Ressort         | FN         | 513          | 9,21         |             |             |
|            | Jean-Yves Aubry           | PCF        | 272          | 4,88         |             |             |
|            | Jacques Dehergne          | DVD        | 53           | 0,95         |             |             |
|            |                           |            |              |              |             |             |
| Inscrits   | Inscrits                  | Inscrits   | 9 432        | 100,00       | 9 432       | 100,00      |
| Abstention | Abstention                | Abstention | 3 614        | 38,32        | 4 240       | 44,95       |
| Votants    | Votants                   | Votants    | 5 818        | 61,68        | 5 192       | 55,05       |
| Exprimés   | Exprimés                  | Exprimés   | 5 573        | 95,79        | 4 968       | 95,69       |

*sortant

### Canton de Rennes-Centre (1)
| Candidat   | Candidat          | Étiquette  | Premier tour | Premier tour | Second tour | Second tour |
| Candidat   | Candidat          | Étiquette  | Voix         | %            | Voix        | %           |
| ---------- | ----------------- | ---------- | ------------ | ------------ | ----------- | ----------- |
|            | Claude Champaud * | RPR        | 1 940        | 37,32        | 2 457       | 58,43       |
|            | Alain Piriou      | Verts      | 943          | 18,14        | 1 748       | 41,57       |
|            | Honoré Puil       | PRG        | 888          | 17,08        |             |             |
|            | Benoit Caron      | Diss.RPR   | 682          | 13,12        |             |             |
|            | Pierre Maugendre  | FN         | 488          | 9,39         |             |             |
|            | Alain Coquart     | PCF        | 223          | 4,29         |             |             |
|            | Alain Louvet      | PLN        | 24           | 0,46         |             |             |
|            | Jacques Dehergne  | DVD        | 10           | 0,19         |             |             |
|            |                   |            |              |              |             |             |
| Inscrits   | Inscrits          | Inscrits   | 10 251       | 100,00       | 10 251      | 100,00      |
| Abstention | Abstention        | Abstention | 4 901        | 47,78        | 5 933       | 57,88       |
| Votants    | Votants           | Votants    | 5 350        | 52,22        | 4 318       | 42,12       |
| Exprimés   | Exprimés          | Exprimés   | 5 198        | 97,16        | 4 205       | 97,38       |

*sortant

### Canton de Rennes-Centre-Ouest (2)
| Candidat   | Candidat                | Étiquette  | Premier tour | Premier tour | Second tour | Second tour |
| Candidat   | Candidat                | Étiquette  | Voix         | %            | Voix        | %           |
| ---------- | ----------------------- | ---------- | ------------ | ------------ | ----------- | ----------- |
|            | Yves Fréville*          | UDF        | 2 322        | 39,32        | 2 576       | 47,56       |
|            | Marcel Rogemont         | PS         | 2 263        | 38,32        | 2 840       | 52,44       |
|            | Jean-Marie Goater       | Verts      | 450          | 7,62         |             |             |
|            | Brigitte Foucade-Neveux | FN         | 436          | 7,38         |             |             |
|            | Michel Genin            | UDB        | 221          | 3,74         |             |             |
|            | André Latreille         | PCF        | 201          | 3,40         |             |             |
|            | Jacques Dehergne        | DVD        | 13           | 0,22         |             |             |
|            |                         |            |              |              |             |             |
| Inscrits   | Inscrits                | Inscrits   | 11 601       | 100,00       | 11 601      | 100,00      |
| Abstention | Abstention              | Abstention | 5 532        | 47,69        | 5 544       | 47,79       |
| Votants    | Votants                 | Votants    | 6 069        | 52,31        | 6 057       | 52,21       |
| Exprimés   | Exprimés                | Exprimés   | 5 906        | 97,31        | 5 416       | 89,42       |

*sortant

### Canton de Rennes-Est (6)
| Candidat   | Candidat                   | Étiquette  | Premier tour | Premier tour | Second tour | Second tour |
| Candidat   | Candidat                   | Étiquette  | Voix         | %            | Voix        | %           |
| ---------- | -------------------------- | ---------- | ------------ | ------------ | ----------- | ----------- |
|            | Clotilde Tascon-Mennetrier | PS         | 1 833        | 41,28        | 2 195       | 57,87       |
|            | Bernard Billard *          | UDF        | 1 524        | 34,32        | 1 598       | 42,13       |
|            | Jean-François Vial         | Verts      | 508          | 11,44        |             |             |
|            | Henri Leroy                | FN         | 303          | 6,83         |             |             |
|            | Angelita Guyard            | PCF        | 230          | 5,18         |             |             |
|            | Roger Brusq                | PLN        | 30           | 0,68         |             |             |
|            | Jacques Dehergne           | DVD        | 13           | 0,29         |             |             |
|            |                            |            |              |              |             |             |
| Inscrits   | Inscrits                   | Inscrits   | 8 895        | 100,00       | 8 895       | 100,00      |
| Abstention | Abstention                 | Abstention | 4 298        | 48,32        | 4 974       | 55,92       |
| Votants    | Votants                    | Votants    | 4 597        | 51,68        | 3 921       | 44,08       |
| Exprimés   | Exprimés                   | Exprimés   | 4 441        | 96,61        | 3 793       | 96,74       |

*sortant

### Canton de Rennes-le-Blosne
| Candidat   | Candidat         | Étiquette  | Premier tour | Premier tour | Second tour | Second tour |
| Candidat   | Candidat         | Étiquette  | Voix         | %            | Voix        | %           |
| ---------- | ---------------- | ---------- | ------------ | ------------ | ----------- | ----------- |
|            | Jean Normand*    | PS         | 2 756        | 47,70        | 3 352       | 69,37       |
|            | Antoine Cressard | UDF        | 1 126        | 19,49        | 1 480       | 30,63       |
|            | Gilles Manoury   | FN         | 625          | 10,82        |             |             |
|            | Pascale Loget    | Verts      | 624          | 10,80        |             |             |
|            | Georges Ploteau  | PCF        | 421          | 7,29         |             |             |
|            | Loïc Douard      | PT         | 178          | 3,08         |             |             |
|            | Jacques Dehergne | DVD        | 48           | 0,83         |             |             |
|            |                  |            |              |              |             |             |
| Inscrits   | Inscrits         | Inscrits   | 12 952       | 100,00       | 12 952      | 100,00      |
| Abstention | Abstention       | Abstention | 6 924        | 53,46        | 7 929       | 61,22       |
| Votants    | Votants          | Votants    | 6 028        | 46,54        | 5 023       | 38,78       |
| Exprimés   | Exprimés         | Exprimés   | 5 778        | 95,85        | 4 832       | 96,20       |

*sortant

### Canton de Rennes-Nord
| Candidat   | Candidat                   | Étiquette  | Premier tour | Premier tour | Second tour | Second tour |
| Candidat   | Candidat                   | Étiquette  | Voix         | %            | Voix        | %           |
| ---------- | -------------------------- | ---------- | ------------ | ------------ | ----------- | ----------- |
|            | Martial Gabillard          | PS         | 2 368        | 40,96        | 2 954       | 57,34       |
|            | Stéphane Jambois*          | UDF        | 1 850        | 32,00        | 2 198       | 42,66       |
|            | Joël Morfoisse             | Verts      | 604          | 10,45        |             |             |
|            | Marie-Françoise Fréoul-Guy | FN         | 335          | 5,79         |             |             |
|            | Éliane Poirier             | PCF        | 323          | 5,59         |             |             |
|            | Laurent de Wailly          | DVD        | 275          | 4,76         |             |             |
|            | Jacques Dehergne           | DVD        | 27           | 0,47         |             |             |
|            |                            |            |              |              |             |             |
| Inscrits   | Inscrits                   | Inscrits   | 11 416       | 100,00       | 11 416      | 100,00      |
| Abstention | Abstention                 | Abstention | 5 448        | 47,72        | 6 080       | 53,26       |
| Votants    | Votants                    | Votants    | 5 968        | 52,28        | 5 336       | 46,74       |
| Exprimés   | Exprimés                   | Exprimés   | 5 782        | 96,88        | 5 152       | 96,55       |

*sortant

### Canton de Rennes-Sud-Est (7)
Jean-Pierre Dagorn UDF , élu depuis 1985 ne se représente pas.
| Candidat   | Candidat                | Étiquette  | Premier tour | Premier tour | Second tour | Second tour |
| Candidat   | Candidat                | Étiquette  | Voix         | %            | Voix        | %           |
| ---------- | ----------------------- | ---------- | ------------ | ------------ | ----------- | ----------- |
|            | Mireille Massot         | PS         | 4 460        | 40,82        | 6 361       | 68,16       |
|            | Didier Hollier-Larousse | RPR (*)    | 1 703        | 15,59        | 2 972       | 31,84       |
|            | Dominique Boullier      | Verts      | 1 385        | 12,68        |             |             |
|            | Vincent Pavis           | EXD        | 1007         | 9,23         |             |             |
|            | Claude Deniel           | FN         | 779          | 7,13         |             |             |
|            | Micheline Deniel-Dupas  | PCF        | 695          | 6,36         |             |             |
|            | Jean Barguil            | DVD        | 473          | 4,33         |             |             |
|            | Paul Agaësse            | UDB        | 382          | 3,50         |             |             |
|            | Jacques Dehergne        | DVD        | 27           | 0,47         |             |             |
|            |                         |            |              |              |             |             |
| Inscrits   | Inscrits                | Inscrits   | 21 246       | 100,00       | 21 246      | 100,00      |
| Abstention | Abstention              | Abstention | 9 813        | 46,19        | 11 509      | 54,17       |
| Votants    | Votants                 | Votants    | 11 433       | 53,81        | 9 737       | 44,83       |
| Exprimés   | Exprimés                | Exprimés   | 10 927       | 95,57        | 9 333       | 95,85       |

### Canton de Retiers
| Candidat   | Candidat         | Étiquette  | Premier tour | Premier tour |
| Candidat   | Candidat         | Étiquette  | Voix         | %            |
| ---------- | ---------------- | ---------- | ------------ | ------------ |
|            | Paul David *     | DVD        | 2 419        | 52,89        |
|            | Yves Frémont     | App.PS     | 1 184        | 25,89        |
|            | Yves Vatar       | FN         | 268          | 5,86         |
|            | Bernard Mescam   | PCF        | 219          | 4,79         |
|            | Jacques Dehergne | DVD        | 39           | 0,85         |
|            |                  |            |              |              |
| Inscrits   | Inscrits         | Inscrits   | 8 497        | 100,00       |
| Abstention | Abstention       | Abstention | 3 666        | 43,14        |
| Votants    | Votants          | Votants    | 4 831        | 56,86        |
| Exprimés   | Exprimés         | Exprimés   | 4 574        | 94,68        |

### Canton de Saint-Aubin-d'Aubigné
Louis Genouel DVD, élu depuis 1992 ne se représente pas.
| Candidat   | Candidat            | Étiquette  | Premier tour | Premier tour | Second tour | Second tour |
| Candidat   | Candidat            | Étiquette  | Voix         | %            | Voix        | %           |
| ---------- | ------------------- | ---------- | ------------ | ------------ | ----------- | ----------- |
|            | Pierre Esnault      | PS         | 3 444        | 43,40        | 4 299       | 55,55       |
|            | Philippe Daunay     | DVD        | 1 720        | 21,68        | 3 440       | 44,45       |
|            | Pascale Picard      | DVD        | 1 653        | 20,83        | Retrait     | Retrait     |
|            | Yves de la Herverie | FN         | 477          | 6,01         |             |             |
|            | Michel Caubet       | PCF        | 379          | 4,78         |             |             |
|            | Didier Duchêne      | PRG        | 210          | 2,65         |             |             |
|            | Jacques Dehergne    | DVD        | 52           | 0,65         |             |             |
|            |                     |            |              |              |             |             |
| Inscrits   | Inscrits            | Inscrits   | 14 361       | 100,00       | 14 361      | 100,00      |
| Abstention | Abstention          | Abstention | 6 049        | 42,12        | 6 426       | 44,75       |
| Votants    | Votants             | Votants    | 8 312        | 57,88        | 7 935       | 55,25       |
| Exprimés   | Exprimés            | Exprimés   | 7 935        | 95,46        | 7 739       | 97,53       |

### Canton de Saint-Brice-en-Coglès
| Candidat   | Candidat         | Étiquette  | Premier tour | Premier tour | Second tour | Second tour |
| Candidat   | Candidat         | Étiquette  | Voix         | %            | Voix        | %           |
| ---------- | ---------------- | ---------- | ------------ | ------------ | ----------- | ----------- |
|            | Jean Malapert*   | UDF        | 2 297        | 42,29        | 2 776       | 48,40       |
|            | Louis Dubreuil   | App.PS     | 2 291        | 42,19        | 2 959       | 51,60       |
|            | Maurice Langlois | Verts      | 372          | 6,85         |             |             |
|            | Daniel Barbot    | PCF        | 255          | 4,70         |             |             |
|            | Yves Vignon      | FN         | 204          | 3,56         |             |             |
|            | Jacques Dehergne | DVD        | 12           | 0,22         |             |             |
|            |                  |            |              |              |             |             |
| Inscrits   | Inscrits         | Inscrits   | 8 203        | 100,00       | 8 203       | 100,00      |
| Abstention | Abstention       | Abstention | 2 469        | 30,10        | 2 252       | 27,45       |
| Votants    | Votants          | Votants    | 5 734        | 69,90        | 5 951       | 72,55       |
| Exprimés   | Exprimés         | Exprimés   | 5 431        | 94,72        | 5 735       | 96,37       |

*sortant

### Canton de Saint-Malo-Sud
Marcel Planchet UDF, élu depuis 1985 ne se représente pas.
| Candidat   | Candidat              | Étiquette  | Premier tour | Premier tour | Second tour | Second tour |
| Candidat   | Candidat              | Étiquette  | Voix         | %            | Voix        | %           |
| ---------- | --------------------- | ---------- | ------------ | ------------ | ----------- | ----------- |
|            | Jacky Le Menn         | PS         | 2 711        | 28,97        | 4 261       | 50,22       |
|            | Gilles Lurton         | UDF        | 2 452        | 26,20        | 4 223       | 49,78       |
|            | Francis Goger         | DVD        | 2 159        | 23,07        | Retrait     | Retrait     |
|            | Yannick Mary          | FN         | 727          | 7,77         |             |             |
|            | Herri Gourmelen       | UDB        | 489          | 5,23         |             |             |
|            | Jean-Charles Le Sager | PCF        | 391          | 4,18         |             |             |
|            | Jean-Michel Croisier  | PT         | 211          | 2,26         |             |             |
|            | Olivier Cazal         | PNR        | 190          | 2,03         |             |             |
|            | Jacques Dehergne      | DVD        | 28           | 0,30         |             |             |
|            |                       |            |              |              |             |             |
| Inscrits   | Inscrits              | Inscrits   | 17 938       | 100,00       | 17 938      | 100,00      |
| Abstention | Abstention            | Abstention | 8 119        | 45,26        | 9 007       | 50,21       |
| Votants    | Votants               | Votants    | 9 819        | 54,74        | 8 931       | 49,79       |
| Exprimés   | Exprimés              | Exprimés   | 9 358        | 95,31        | 8 484       | 94,99       |

### Canton de Vitré-Ouest
Jean Poirier sortant UDF depuis 1979 ne se représente pas.
| Candidat   | Candidat         | Étiquette  | Premier tour | Premier tour |
| Candidat   | Candidat         | Étiquette  | Voix         | %            |
| ---------- | ---------------- | ---------- | ------------ | ------------ |
|            | Auguste Fauvel   | UDF (*)    | 3 097        | 66,92        |
|            | Marin Tireau     | PS         | 959          | 20,72        |
|            | Jacqueline Duroc | FN         | 289          | 6,25         |
|            | Yves Lecompte    | PRG        | 131          | 2,83         |
|            | Philippe Randal  | PCF        | 88           | 1,90         |
|            | Jacques Dehergne | DVD        | 64           | 1,38         |
|            |                  |            |              |              |
| Inscrits   | Inscrits         | Inscrits   | 8 616        | 100,00       |
| Abstention | Abstention       | Abstention | 3 578        | 41,53        |
| Votants    | Votants          | Votants    | 5 038        | 58,47        |
| Exprimés   | Exprimés         | Exprimés   | 4 628        | 91,86        |